# Фридерика Прусская
Фридерика Шарлотта Ульрика Катарина Прусская (нем. Friederike Charlotte Ulrike Katharina von Preußen; 7 мая 1767, Потсдам — 6 августа 1820, Уэйбридж, Суррей, Англия) — принцесса Ганноверская и герцогиня Брауншвейга и Люнебурга, а также в замужестве принцесса Великобритании и Ирландии и герцогиня Йоркская и Олбани.

## Биография
Фридерика родилась в браке наследника прусского престола, впоследствии короля Фридриха Вильгельма II с его первой супругой Елизаветой Ульрикой, принцессой Брауншвейга-Вольфенбюттеля. Этот брак был расторгнут в 1769 году.
После развода родителей и ссылки матери в Штеттин Фридерика находилась на попечении попеременно бабушки по отцу Луизы Амалии Брауншвейг-Вольфенбюттельской и мачехи Фридерики Луизы Гессен-Дармштадтской, второй супруги отца.
29 сентября 1791 года в Берлине состоялось бракосочетание 24-летней Фридерики с британским принцем Фредериком Августом. Вторая свадебная церемония прошла 23 ноября 1791 года в Букингемском дворце. Фридерика отправилась за своим супругом в Вейбридж в графстве Суррей. Вскоре Фредерик оставил свою Фридерику ради любовницы Мэри Энн Кларк. Бездетная Фридерика занималась благотворительностью, прожила в Вейбридже почти тридцать лет, где и умерла в возрасте 53 лет.